# Filofax, avagy a sors könyve
A Filofax, avagy a sors könyve (eredeti cím: Taking Care of Business) 1990-ben bemutatott amerikai filmvígjáték, rendezője Arthur Hiller. Főszereplői James Belushi és Charles Grodin.
A film a Takin' Care of Business című dal után kapta a nevét, aminek a kanadai Bachman–Turner Overdrive (BTO) rockzenekar a szerzője és előadója. A film arról is ismert, hogy ez volt J. J. Abrams első forgatókönyve (további munkái a Super 8 és a Csillagok háborúja VII: Az ébredő Erő).

## Cselekmény
Jimmy Dworski (James Belushi) sokszoros autótolvaj (és a Chicago Cubs baseballcsapat nagy rajongója) hároméves börtönbüntetése utolsó napjait tölti, amikor a rádió egyik nyereményjátékában a jó válaszával két jegyet nyer a csapat döntő meccsére (World Series). Hiába kéri a börtönigazgatót, hogy engedje őt el két nappal korábban és ő becsszóra visszajön, hogy akár még két hetet letöltsön a börtönben.
Jimmy azonban rabtársai aktív közreműködésével börtönlázadást rendez, mert addig nem tartanak létszámellenőrzést, ő pedig meg tud szökni, hogy ott lehessen a meccsen.
Spencer Barnes (Charles Grodin), egy gerinctelen és feszült menedzser, aki egy reklámcégnél a felső vezetői körbe tartozik, minden feljegyzését, teendői listáját, telefonszámokat, stb. egy vaskos noteszben tart, amit mindenhova magával visz. A repülőtéren telefonálás után véletlenül ott felejti a noteszét, aminek a belső oldalán ez áll: „A notesz becsületes megtalálója 1000 dollár jutalmat kap”.
Jimmy Dworski megtalálja a noteszt és a jutalomra vonatkozó ígéret miatt elviszi magával. A feljegyzések alapján elmegy Spencer Barnes főnökének tengerparti villájához (Malibu) és a noteszben lévő biztonsági kód és kulcs segítségével gond nélkül bejut a luxuslakosztályba. Másnap ide érkezik a főnök fiatal, szemrevaló lánya, akivel Jimmy flörtölni kezd. A lány azt gondolja, hogy  a férfi „Spencer Barnes”, és Jimmy ezt ki is jelenti. A lány kellemesen csalódik, mivel apja elmondása alapján nem ilyen menedzserre számított.
A háznál két üzletember jelenik meg, hogy elkísérjék „Spencer Barnes”-t, ugyanis egy japán élelmiszer konszern vezérigazgatójával (név szerint: Szakamoto) kell teniszeznie az üzlet érdekében, és a reklámmegbízás elnyerése céljából megsúgják neki, hogy veszítenie kell a teniszpartin. Bár Jimmy még soha nem teniszezett, és ügyetlenül kezd játszani, hamar belejön és megnyeri a mérkőzést a japánnal szemben, aki igen mérges emiatt.
Az esti vacsoránál a japán vezérigazgató mellett annak helyi képviselője is jelen van, egy amerikai üzletasszony. A vezérigazgató azt kéri „Spencer”-től mondja el őszintén a véleményét a termékeikről. Mire Jimmy ócsárolni kezdi a termékeket, silány minőségűnek nevezi őket. Az amerikai üzletasszony fel van háborodva, de a vezérigazgató megköszöni a kemény kritikát és távozik. Jimmy ugyancsak lelép, mert friss lányismerősével találkozik.
Mindezek alatt az igazi Spencer Barnes megpróbál eljutni a megbeszélt üzleti találkozó helyszínére (a teniszpályára), azonban alaposan eltéved, és amikor útbaigazítást kér, elveszik az autóját, a táskáját, az öltönyét, és belehajítják egy kukába. Spencer koszosan, szakadtan megérkezik a teniszpályához, ahonnan azonban kihajítják, és közlik vele, hogy „Spencer Barnes” már elment.
Spencer Barnes ezt megelőzően, a repülőn összefut egy egykori iskolatársnőjével, aki odaadja neki a névjegyét. Spencer kénytelen telefonálni a nőnek, hogy megkéri, fuvarozza el a főnöke villájához. Odaérve már csak azt látja, hogy a számára odaérkezett helikopter éppen a levegőbe emelkedik.
Spencer a falon felkapaszkodva be tud mászni a házba egy emeleti ablakon keresztül. Amikor Jimmy visszatér a házba, összeverekszenek. Spencer visszaszerzi értékes noteszét, azonban Jimmy kéri a jutalmat, és visszaköveteli a noteszbe általa berakott két jegyet. Spencer nem akarja odaadni és a szemére hányja, hogy tönkretette az életét. Jimmy azonban azt állítja, hogy mindent jól csinált Spencer nevében.
Együtt elmennek arra a találkozóra, ahol a japán üzletember várhatóan közli a döntését, hogy a Spencer által képviselt reklámcég megkapja-e a megbízást. Videokapcsolat létesül Spencer kórházi ágyban lévő főnökével, aki kirúgja Spencert az állásából, bár előzőleg azt ígérte neki, hogy előlépteti. A japán vezérigazgató kirúgja a cége képviseletével megbízott amerikai üzletasszonyt.
Spencer élete romokban hever, nincs állása és a felesége is elhagyta. Jimmy próbálja megvigasztalni és elviszi magával a meccsre, bár azt korábban a friss barátnőjének ígérte. A kis hölgy azonban megértőnek mutatkozik, és egy későbbi randit beszélnek meg.
Időközben megérkezik a villához Spencer felesége, aki igen meglepődik, hogy a férjének hirtelen barátnője lett (a férje perce pontos időbeosztása miatt ez gyakorlatilag nem kivitelezhető). Azonban a két nő párbeszédéből lassacskán kibontakozik, hogy két igen különböző férfiról van szó.
Eközben a meccsen Jimmy sikeresen elkap egy messzire, a nézők közé kiütött labdát, ami a kivetítőn és a tévében is megjelenik. Így a két nő felismeri, hogy akikről beszélnek, az két különálló személy. A börtönben éljenzésben törnek ki, amikor meglátják Jimmy labda elkapását.
A hirtelen híressé vált nézővel szeretnének a helyi riporterek beszélgetni, ezért biztonsági őrök közelítenek Jimmy felé, mire ő menekülőre fogja a dolgot és vele tart Spencer is. Egy raktárhelyiségbe érve csak az ablakon át tudnak elmenekülni úgy, hogy egy drótkötélen a notesz borítójába kapaszkodva lesiklanak.
Spencernek sikerül telefonon beszélnie a nejével, akivel helyreállnak a dolgok, mivel neki az volt a fő problémája, hogy a túl sok munka miatt keveset látta a férjét.
Spencer megjelenik a börtönnél papi ruhában és arra kéri a börtönigazgatót, hadd beszélhessen a rabokkal. Jimmy női ruhában, mint a saját anyja jelenik meg, és megígéri, hogy elcsitítja a lázadást, ha beszélni tud a fiával. Mivel tévés riporterek is jelen vannak, az igazgató engedékenyebb a szokásosnál, és beengedi a „nőt”. Jimmy bent leveszi a női ruhát és a „börtönlázadás” véget ér (jobb ellátás kiharcolásával). Jimmy az engedékeny légkört kihasználva kéri, hogy az igazgató engedje el az utolsó pár óra büntetés letöltését, amibe az kénytelen belemenni.
Kint Spencer várja (részben azért, mert nem tudja elindítani a kölcsönvett kocsit, amit a volt főnöke garázsából hoztak el). Útközben telefonhívást kapnak a japán vezérigazgatótól, aki állást kínál mindkettőjüknek egy új reklámcégben. A rádióban bemondják, hogy a Chicago Cubs, Jimmy kedvenc csapata megnyerte a kupát.

## Szereplők
| Karakter               | Színész             | Szinkronhang    |
| ---------------------- | ------------------- | --------------- |
| Jimmy Dworski          | James Belushi       | Stohl András    |
| Spencer Barnes         | Charles Grodin      | Orosz István    |
| Debbie Lipton          | Anne De Salvo       | Spilák Klára    |
| Jewel Bentley          | Loryn Locklin       | Györgyi Anna    |
| Walter Bentley         | Stephen Elliott     | Simon György    |
| Toolman börtönigazgató | Hector Elizondo     | Varga T. József |
| Elizabeth Barnes       | Veronica Hamel      | Andresz Kati    |
| Mr. Sakamoto           | Mako                | Csíkos Gábor    |
| Diane Connors          | Gates McFadden      | Szabó Éva       |
| Ted Bradford, Jr.      | John de Lancie      |                 |
| Mike Steward           | Thom Sharp          |                 |
| J.B., követelőző rab   | Ken Foree           | Varga Tamás     |
| LeBradford Brown       | John Marshall Jones | Csuja Imre      |
| Heavy G                | Andre Rosey Brown   |                 |
| Hamilton               | Terrence E. McNally |                 |
| Közvetítő              | Lenny Hicks         |                 |
| Közvetítő              | Joe Bratcher        |                 |
| Börtönőr               | Burke Byrnes        |                 |
| Börtönőr               | Tony Auer           |                 |
| Brenda                 | Marte Boyle Slout   | Fodor Zsóka     |
| Sofőr                  | John P. Menese      |                 |
| Reptéri kocsikölcsönző | Stanley DeSantis    |                 |

## A film készítése
A baseball jeleneteket az  Angel Stadium of Anaheim-nél vették fel (Kalifornia).